# Amortiguador con plataforma estable
Un amortiguador con plataforma estable es un tipo de amortiguador utilizado en bicicletas diseñado para evitar la interferencia con la pedalada. Tiene un umbral para que no respondan o lo hagan muy poco a las oscilaciones de fuerza lentas provocadas por el pedaleo.

## Sistemas
- Propedal de la marca Fox Racing
- SPV de Manitou Suspension